# Cipango

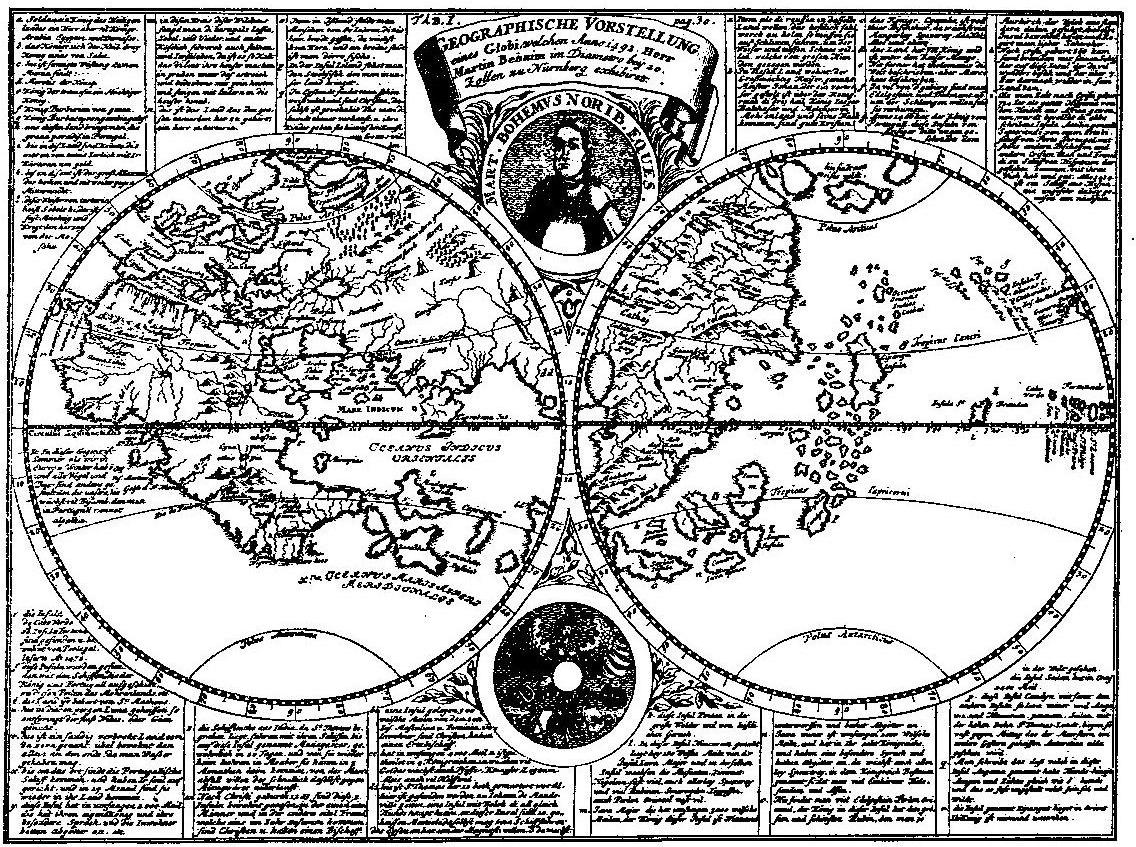
Mappa di Behaim, 1492 (riproduzione del 1889): Cipango è l'isola centrale nell'emisfero destro

Il termine Cipango (Cipangu o Zipangu) venne utilizzato per la prima volta in assoluto ne Il Milione dal viaggiatore e scrittore veneziano Marco Polo per indicare il Giappone.

## Descrizione
Secondo Marco Polo l'isola di Zipangu è molto grande. Gli abitanti hanno carnagione chiara, sono civili e di bell'aspetto. Venerano gli idoli e sono indipendenti da qualsiasi nazione straniera. L'oro si trova in abbondanza, anche se il Paese è chiuso al commercio con l'estero. Il palazzo reale è molto grande e il tetto è coperto d'oro. Le camere sono rivestite in oro spesso due dita, così come le finestre, le mura, le sale e ogni cosa. Sull'isola si trovano molte perle (rosse, tonde e grandi con un valore superiore alle perle bianche) e molte pietre preziose. La ricchezza dell'isola è enorme.

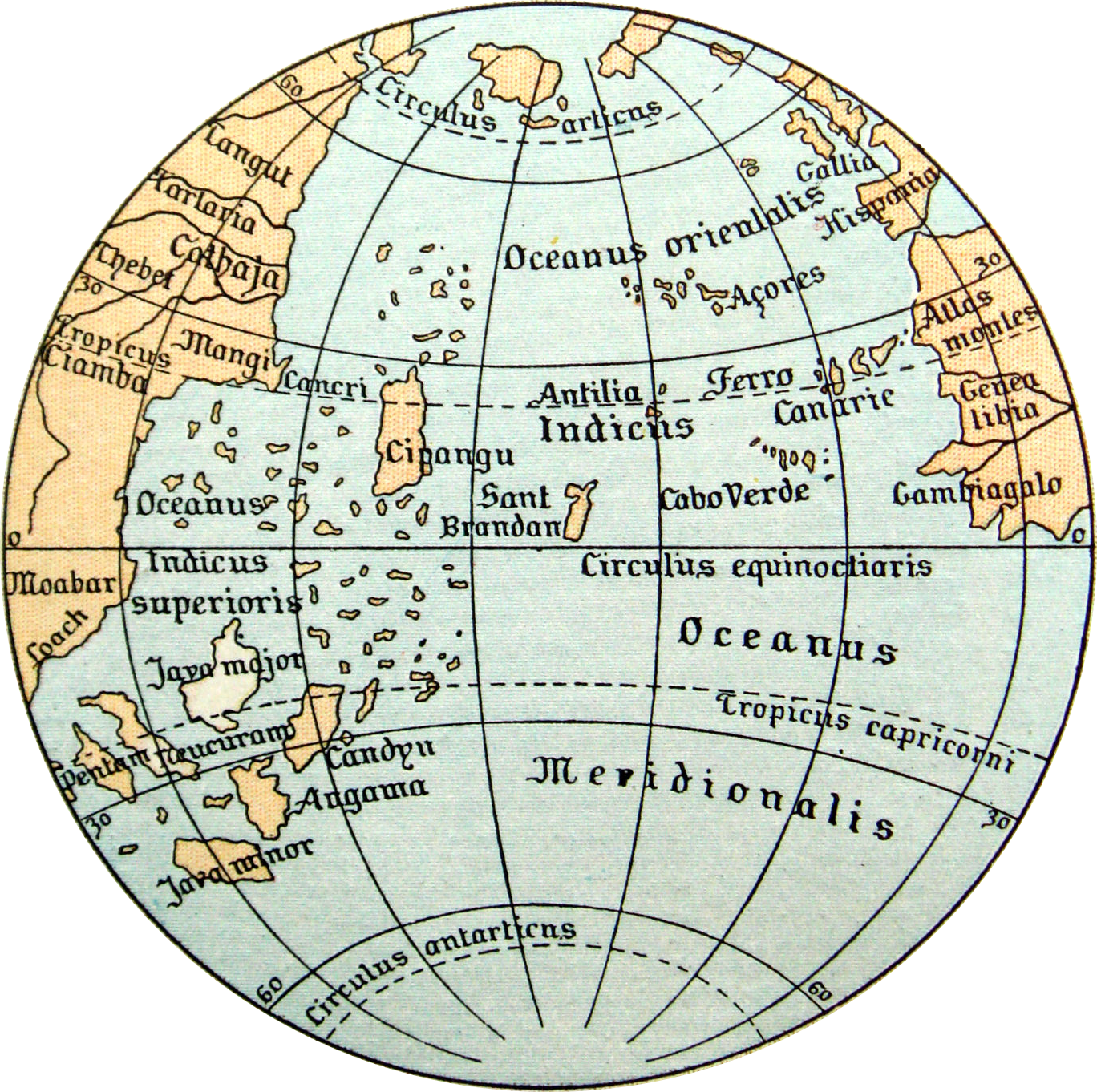
L'oceano Atlantico secondo Martin Behaim in cui Cipango è la grande isola centrale leggermente a sinistra

## Storia del termine
(Marco Polo, Il Milione, pagina 155)
Con tale vocabolo egli si riferiva al territorio del Giappone, della cui esistenza ebbe notizia presso la corte di Kublai Khan a Khanbaliq durante il suo viaggio in Estremo Oriente tra il 1271 e il 1288. Fino ad allora nessun europeo aveva mai avuto notizie della sua esistenza. La distanza, sia geografica sia culturale, nonché la diffidenza nipponica verso gli stranieri (nel XIII secolo i giapponesi respinsero due invasioni mongole), alimentarono storie favolose. Per le sue fantastiche ricchezze Cipango fu la meta ambita di molti navigatori e regnanti medievali europei. Lo stesso Cristoforo Colombo, quando giunse nel mar dei Caraibi, credeva di trovarsi in un arcipelago non molto distante da Cipango e dal Catai e identificò l'isola con il Cibao, regione settentrionale dell'attuale Repubblica Dominicana, sull'isola di Hispaniola.

## Etimologia
L'origine della parola è probabilmente da collegarsi al termine cinese 日本國 (pinyin Rìběnguó; pronunciato /ʐɻ̩.pən.kuo/) usato nella Cina sin dai tempi degli Yuan per designare il Giappone, del quale Cipango è una tentata trascrizione fonetica.